# Ушакова Ірина Василівна
Ірина Василівна Ушакова (29 вересня 1954 , Гомель ) — радянська фехтувальниця на рапірах, срібна призерка Олімпійських ігор 1980 року, чемпіонка світу.

## Виступи на Олімпіадах
| Олімпіада   | Дисципліна      | Місце |
| ----------- | --------------- | ----- |
| Москва 1980 | командна рапіра | 2     |